# Follyfoot
Follyfoot  è una serie televisiva britannica in 39 episodi trasmessi per la prima volta nel corso di 3 stagioni dal 1971 al 1973.
È una serie per ragazzi incentrata sulle vicende di un eccentrico personaggio denominato "il Colonnello" che gestisce una fattoria in cui si curano cavalli malati ed è aiutato dalla nipote Dora. È ispirata al romanzo del 1963 di Monica Dickens Cobbler's Dream (ripubblicato nel 1995 come New Arrival at Follyfoot); la Dickens scrisse poi quattro ulteriori romanzi in collaborazione con gli autori della serie: Follyfoot nel 1971, Dora at Follyfoot nel 1972, The Horses of Follyfoot nel 1975 e Stranger at Follyfoot nel 1976.

## Trama
La serie narra le avventure della giovane Dora, nipote del "colonnello", nella tenuta di campagna di "Follyfoot", una fattoria / ricovero per cavalli anziani e malati. La serie, dalle caratteristiche di Teen Drama, è incentrata sull'evoluzione del carattere della protagonista e della sua relazione con lo zio e con il protagonista maschile Steve. La serie, come molte serie per ragazzi, manca di un vero e proprio antagonista, e tutti i personaggi, anche quelli a prima vista meno positivi, hanno tutti un fondo di bontà e rappresentano in fondo figure positive (come ad es. il giovane Ron Stryker, spesso causa dei guai che fungono da pretesto per la trama delle singole puntate).

## Personaggi e interpreti
- Dora (39 episodi, 1971-1973), interpretata da Gillian Blake.
- Steve (39 episodi, 1971-1973), interpretato da Steve Hodson.
- Slugger (39 episodi, 1971-1973), interpretato da Arthur English.
- Ron Stryker (39 episodi, 1971-1973), interpretato da Christian Rodska.
- Il Colonnello (37 episodi, 1971-1973), interpretato da	Desmond Llewelyn.
- Vet (7 episodi, 1972-1973), interpretato da Geoffrey Morris.
- Lewis Hammond (5 episodi, 1971), interpretato da Paul Guess.
- Callie Holmes (4 episodi, 1971-1972), interpretata da Gillian Bailey.
- Chip Lockwood (4 episodi, 1973), interpretato da Nigel Crewe.
- Sam Lockwood (4 episodi, 1973), interpretato da Frederick Treves.
- Gip Willens (3 episodi, 1971), interpretato da	Bryan Sweeney.
- Miss Patience (3 episodi, 1972-1973), interpretata da Beryl Cooke.
- Mrs. Porter (3 episodi, 1972-1973), interpretata da Gretchen Franklin.

## Produzione
La serie fu prodotta da Yorkshire Television e girata nella Hollin Hall farm a Harewood nel West Yorkshire. Le musiche furono composte dai The Settlers (tema: The Lightening Tree, entrato nelle classifiche britanniche nel 1971).

### Registi
Tra i registi della serie sono accreditati:
- Desmond Davis (5 episodi, 1972)
- Stephen Frears (4 episodi, 1971-1973)
- Jack Cardiff (4 episodi, 1972-1973)
- Michael Tuchner (3 episodi, 1971-1973)
- Ian McFarlane (3 episodi, 1971)
- Peter Hammond (3 episodi, 1972-1973)
- Michael Apted (2 episodi, 1971-1972)
- Frederic Goode (2 episodi, 1971)
- Claude Whatham (2 episodi, 1972)
- David Hemmings (2 episodi, 1973)
- Antony Thomas (2 episodi, 1973)

## Distribuzione
La serie fu trasmessa nel Regno Unito dal 1971 al 1973 sulla rete televisiva Independent Television. In Italia è stata trasmessa con il titolo Follyfoot.
Alcune delle uscite internazionali sono state:
- nel Regno Unito il 28 giugno 1971 (Follyfoot)
- nei Paesi Bassi il 3 giugno 1972
- in Belgio il 6 febbraio 1973
- in Finlandia (Ratsutilan nuoret)
- in Spagna (La granja de Follyfoot)
- in Germania (Die Follyfoot Farm)
- in Italia (Follyfoot)

## Episodi
| Stagione         | Episodi | Prima TV UK | Prima TV Italia |
| ---------------- | ------- | ----------- | --------------- |
| Prima stagione   | 13      | 1971        |                 |
| Seconda stagione | 13      | 1972        |                 |
| Terza stagione   | 13      | 1973        |                 |

## Citazioni in altri Media
Nell'ottava serie della Fiction Midsomer Murders (in italia L'Ispettore Barnaby), nella puntata intitolata Bantling Boy, è presente una fattoria per cavalli malati gestita da un "colonnello"; la fattoria, che è una chiara citazione del telefilm Follyfoot, ha il nome molto assonante di Fellowfields.